# Batesiella crinita
Batesiella crinita är en spindelart som beskrevs av Pocock 1903. Batesiella crinita ingår i släktet Batesiella och familjen fågelspindlar.
Artens utbredningsområde är Kamerun. Inga underarter finns listade.